# متیل‌آرسونیک اسید
متیل آرسونیک اسید (انگلیسی: Methylarsonic acid) نوعی ترکیب آلی آرسنیک است که به عنوان علف‎ کش و قارچ کش در کشت پنبه و برنج کاربرد دارد.